# JS Estonia Tallinn
Le JS Estonia Tallinn est un ancien club de football estonien siégeant à Tallinn fondé en novembre 1930 et ayant été dissous en août 1944.

## Histoire
Le club joue ses deux premières saisons dans le championnat d'Estonie de football D2. Après une promotion en 1932, l'Estonia Tallinn dispute le Championnat d'Estonie de football et perd le titre seulement à la dernière journée au profit du Sport Tallinn. Puis le club réussit à remporter cinq titres de champion consécutifs, de 1934 à 1939. Ils ont d'ailleurs été invaincus de la saison 1933-1934 jusqu'au milieu de la saison 1935-1936, soit une période d'invincibilité en championnat de deux saisons et demie.
Le club est dissous en août 1944.

### Saisons
| Saison    | Div. | Pos | J  | V  | N | D | BP | BC | GA | Pts | Meilleur buteur     | Meilleur buteur |
| --------- | ---- | --- | -- | -- | - | - | -- | -- | -- | --- | ------------------- | --------------- |
| 1931      | 2    | —   | 1  | 0  | 0 | 1 | 2  | 3  | –1 | —   | N/A                 |                 |
| 1932      | 2    | 1   | 3  | 2  | 1 | 0 | 8  | 2  | 6  | 5   | N/A                 |                 |
| 1933      | 1    | 2   | 10 | 7  | 1 | 2 | 35 | 10 | 25 | 15  | Heinrich Uukkivi    | 9               |
| 1934      | 1    | 1   | 10 | 7  | 3 | 0 | 22 | 3  | 19 | 17  | Eduard Ellman-Eelma | 5               |
| 1935      | 1    | 1   | 7  | 6  | 1 | 0 | 26 | 3  | 23 | 13  | Valter Mäng         | 7               |
| 1936      | 1    | 1   | 14 | 11 | 1 | 2 | 60 | 15 | 45 | 23  | Nikolai Linberg     | 21              |
| 1937-1938 | 1    | 1   | 14 | 10 | 2 | 2 | 51 | 17 | 34 | 22  | Heinrich Uukkivi    | 12              |
| 1938-1939 | 1    | 1   | 14 | 11 | 1 | 2 | 40 | 11 | 29 | 23  | Richard Kuremaa     | 8               |
| 1939-1940 | 1    | 2   | 14 | 9  | 4 | 1 | 39 | 14 | 25 | 21  | Nikolai Linberg     | 15              |

## Palmarès
- Championnat d'Estonie de football (5) : 
  - Champion : 1934, 1935, 1936, 1938, 1939
  - Vice-champion : 1933, 1940